# NOPAT
NOPAT (ang. Net Operating Profit After Tax) – zysk operacyjny netto po opodatkowaniu. W zysku operacyjnym nie uwzględnia się sposobu finansowania działalności przedsiębiorstwa, a więc odsetek. Podatek naliczany jest w odniesieniu do EBIT, nie do zysku brutto. NOPAT jest wykorzystywany przez analityków i inwestorów jako precyzyjny i dokładny pomiar rentowności przedsiębiorstwa na przestrzeni lat oraz względem konkurencji. Zamiennie używa się nazwy wskaźnika NOPLAT (ang. Net Operating Profit Less Adjusted Tax).

## Opis wskaźnika
Zysk operacyjny netto po opodatkowaniu pokazuje, jak dobrze firma wykonała swoją działalność podstawową, po odliczeniu podatków. Analitycy wykorzystują wiele różnych miar wydajności podczas oceny firmy jako inwestycji. Najczęściej stosowanymi miarami wyników są sprzedaż i wzrost dochodu netto. Sprzedaż zapewnia najwyższą miarę wydajności, ale nie mówi o wydajności operacyjnej. Zysk netto obejmuje koszty operacyjne, ale obejmuje również oszczędności podatkowych z tytułu zadłużenia. Zysk operacyjny netto po opodatkowaniu jest kalkulacją hybrydową, która umożliwia analitykom porównanie wyników firmy bez wpływu dźwigni. W ten sposób jest to dokładniejsza miara czystej wydajności operacyjnej.
{\displaystyle NOPAT=EBIT(1-T)}
gdzie:
- {\displaystyle EBIT} – zysk operacyjny przed opodatkowaniem;
- {\displaystyle T} – stopa podatku dochodowego

NOPAT stanowi swoiste przybliżenie przepływów pieniężnych po opodatkowaniu bez uwzględnienia korzyści podatkowych wynikających z posiadanego zadłużenia. Należy zauważyć, że jeżeli firma nie ma zadłużenia, to zysk operacyjny netto po opodatkowaniu jest taki sam jak zysk netto po opodatkowaniu. Przy obliczaniu zysku operacyjnego netto po opodatkowaniu analitycy lubią porównywać go w ramach podobnych firm w tej samej branży, ponieważ niektóre branże mają wyższe lub niższe koszty niż inne. Wartość nie obejmuje pozycji jednorazowych strat lub innych opłat; które zaburzają obraz prawdziwej rentowności firmy. Niektóre z tych opłat mogą obejmować opłaty związane z fuzją lub przejęciem, które, jeśli są brane pod uwagę, niekoniecznie pokazują dokładny obraz działalności firmy, nawet jeśli mogą wpłynąć na wynik finansowy firmy w danym roku.

## Interpretacja i zastosowanie
Wartość NOPAT stanowi dla analityków podstawową miarę efektywności operacyjnej bez wpływu zadłużenia, szeroko wykorzystywaną przy okazji analiz w zakresie fuzji i przejęć. Analitycy wartość NOPAT wykorzystują do obliczania wolnych przepływów pieniężnych dla firmy (FCFF – ang. Free Cash Flow to Firm), która równa się zyskowi operacyjnemu netto po opodatkowaniu minus zmiany kapitału obrotowego. NOPAT wykorzystuje się również do obliczania zdyskontowanych przepływów pieniężnych (DCF). Oba rodzaje przepływów są wykorzystywane głównie przez analityków poszukujących celów przejęcia, ponieważ finansowanie nabywcy zastąpi obecne źródła finansowania. Innym sposobem obliczenia zysku operacyjnego netto po opodatkowaniu jest zysk netto powiększony o koszty odsetkowe netto po opodatkowaniu lub dochód netto powiększony o koszty odsetkowe netto pomnożony przez 1 minus stawka podatku.
Przedsiębiorstwo wygenerowało w danym roku zysk operacyjny na poziomie 1000 zł. Stopa podatku wynosi 19%, zatem NOPAT wyniesie 810 zł (1000 zł * 0,81).

## Zalety
- dokładna miara wydajności operacyjnej przedsiębiorstwa,
- ma zastosowanie w licznych wskaźnikach finansowych,
- syntetyczny miernik, który informuje o sytuacji przedsiębiorstwa,
- łatwy w interpretacji zarówno przez finansistów, jak i osoby nieposiadające wiedzy finansowej,
- pozwala na porównanie efektów działalności przedsiębiorstw niezależnie od struktury ich kapitałów,